# Vincenzo Manenti

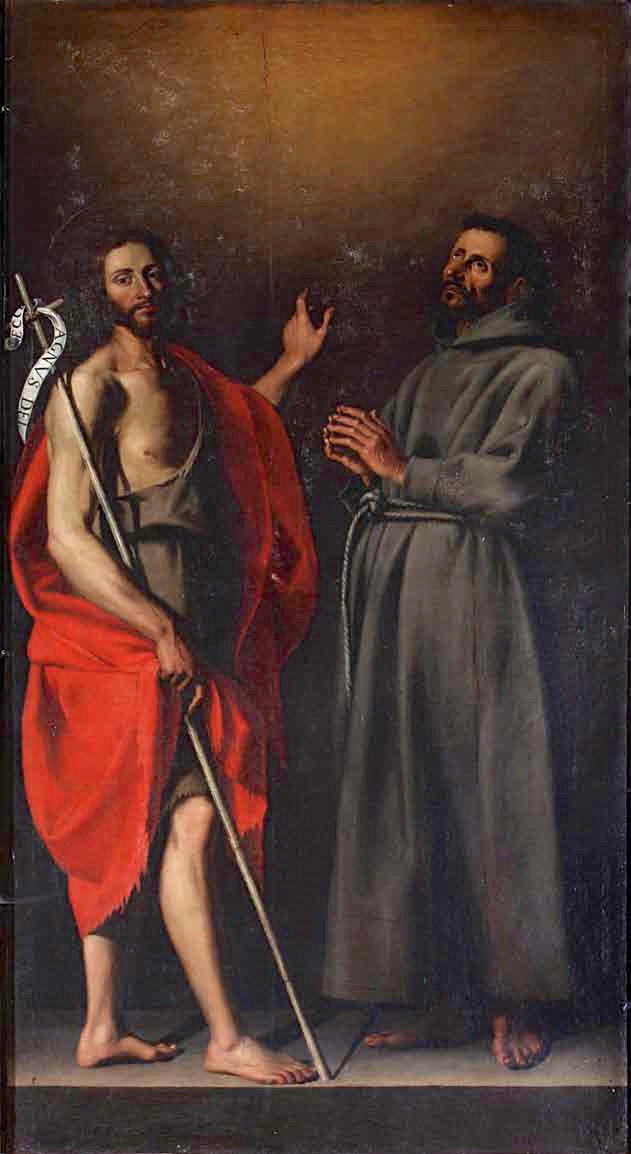
Johannes de Doper en Franciscus van Assisi door Vincenco Manenti in het Bisschoppelijk Museum voor Kerkelijk Erfgoed in de kathedraal van Rieti.

Vincenzo Manenti, ook bekend als Vincenzio Manenti, geboren in 1600 in Orvinio, aldaar overleden op 19 maart 1674, was een Italiaanse kunstschilder uit de barokperiode.
Hij werd geboren in Canemorto, het hedendaagse Orvinio in de provincie Rieti, regio Latium. Zijn eerste leermeester was zijn vader, daarna ging hij in de leer bij Giuseppe Cesari, ook bekend als Cavalier d'Arpino, en Domenichino. Zijn schilderijen en fresco's waren voornamelijk religieuze werken.